# USS Laboon (DDG-58)
USS Laboon (DDG-58) — восьмий ескадрений міноносець КРО в першій серії Flight I типу «Арлі Берк». Збудований на корабельні Bath Iron Works, включений у склад ВМС у 1995 році, приписаний до морської станції Норфолк, штат Вірджинія.

## Бойова служба
У вересні 1996 р. в ході операції «Удар в пустелі» есмінець завдавав ударів крилатими ракетами «Томагавк» по цілях в Іраку, і став першим есмінцем типу «Арлі Берк», який взяв участь у військових діях.
У 1998 р. корабель взяв участь в навчаннях НАТО «Exercise Dynamic Response 98» спільно з універсальним десантним кораблем «Wasp».

### 2015
12 лютого 2015 року мав покинути військово-морську базу Норфолк для шестимісячного розгортання в зоні відповідальності 6-го флоту США. Через погану погоду вихід перенесений на 13 лютого. 29 березня спільно з ракетним есмінцем USS «Ross» (DDG-71) прибув з візитом в порт Хайфа, Ізраїль. 21 червня увійде в акваторію Чорного моря. 21 червня увійшов до акваторії Чорного моря. 22 і 23 червня в акваторії Чорного моря провів спільні навчання з корветом ROS «Contra-Amiral Eustaţiu Sebastian» (F-264) ВМС Румунії. 26 червня прибув із запланованим візитом в порт Батумі, Грузія, який триватиме до 29 червня. 29 червня взяв участь у двосторонніх вправах з береговою охороною Грузії. 30 червня взяв участь в PASSEX з ВМС Туреччини. 01 липня покинув акваторію Чорного моря. 24 липня повернувся в порт приписки. 15 грудня вийшов на морські випробування після завершення проходження тримісячного ремонту.

### 2016
У 2016 році брав участь в підготовці до майбутнього розгортання.

### 2017
21 січня 2017 року залишив порт приписки для запланованого розгортання на Близькому Сході. У складі GHWBCSG прибув в зону відповідальності 6-го флоту США. 21 березня прибув до зони відповідальності 5-го флоту США, пройшовши транзитом Ормузьку затоку в Північному напрямку., Яку покинув на початку червня. 07 червня прибув на військово-морську базу в Рота (Іспанія), яку покинув 9 червня. 13 червня прибув з триденним запланованим візитом в Амстердам (Нідерланди). Після цього відвідав з візитом Тромсе (Норвегія), який покинув 26 червня. 4 липня прибув з чотириденним візитом на військово-морську базу Вільгельмсхафен (Німеччина). 20 липня повернувся в порт приписки Норфолк.

### 2018
23 лютого 2018 року залишив порт приписки Норфолк для незалежного розгортання. 6 березня прибув із запланованим візитом на військово-морську базу Рота (Іспанія).
14 квітня 2018 року есмінець випустив сім ракет Tomahawk з позицій в Червоному морі по сирійськім військовим об'єктам в рамках бомбардувальної кампанії в помсту за використання сирійським урядом хімічної зброї проти людей в Думі.

### 2021
11 червня 2021 року пресслужба Шостого флоту ВМС США повідомила, що корабель прямує до Чорного моря. Зазначається, що в Чорному морі есмінець візьме участь у проведенні операцій з морської безпеки в регіоні.